# Heraclio (nombre)
Heraclio es un nombre propio masculino de origen griego en su variante en español. Procede de Ἡράκλειος (Hērakleios), «perteneciente a Heracles». Heraclio fue un emperador bizantino (610-641).

## Santoral
2 de marzo: San Heraclio, confesor y mártir.

## Variantes
- Femenino: Heraclia.

| Variantes en otras lenguas | Variantes en otras lenguas |
| -------------------------- | -------------------------- |
| Español                    | Heraclio                   |
| Alemán                     | Heraclius                  |
| Armenio                    | Հերակլիոս (Heraklios)      |
| Azerí                      | İrakli                     |
| Bosnio                     | Heraklije                  |
| Búlgaro                    | Ираклий (Iraklij)          |
| Catalán                    | Heracli                    |
| Checo                      | Heraklius                  |
| Croata                     | Heraklije                  |
| Danés                      | Heraclius                  |
| Esperanto                  | Heraklio                   |
| Euskera                    | Erakil                     |
| Francés                    | Héraclius                  |
| Georgiano                  | ჰერაკლე (Herakle)          |
| Griego                     | Ἡράκλειος (Hērakleios)     |
| Holandés                   | Heraclius                  |
| Inglés                     | Heraclius                  |
| Italiano                   | Eraclio                    |
| Latín                      | Heraclius                  |
| Lituano                    | Heraklėjas                 |
| Polaco                     | Herakliusz                 |
| Portugués                  | Heráclio                   |
| Ruso                       | Ираклий (Iraklij)          |
| Serbio                     | Ираклије (Iraklije)        |
| Sueco                      | Heraclius                  |